# Abraham Cresques
Abraham Cresques, vagy eredeti nevén valószínűleg Cresques Abraham (? – 1387) zsidó származású mallorcai térképész, a híres Katalán Atlasz társszerkesztője.
Az Aragóniai Királysághoz tartozó Palma de Mallorcán a térképészeten kívül dolgozott óraművesként is, valamint gyártott iránytűket és egyéb navigációs eszközöket. 1375-ben kapott megbízást fiával, Jehuda Cresques-zel együtt az akkor még herceg I. János aragóniai királytól, egy nagyszabású, az akkor ismert egész világot felölelő atlasz megalkotására. Az atlaszban számos kínai és indiai várost jelöltek, melyeknek pozícióját Marco Polo beszámolói alapján határozták meg.

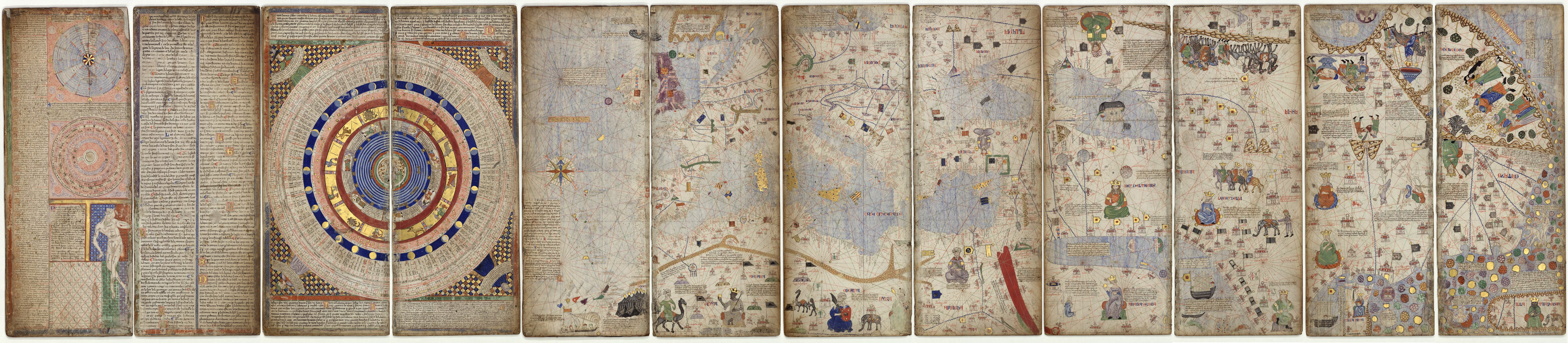
A Katalán Atlasz (El Atlas catalán)

## Fordítás
- Ez a szócikk részben vagy egészben  az   Abraham Cresques című angol Wikipédia-szócikk fordításán alapul.  Az eredeti cikk szerkesztőit annak laptörténete sorolja fel. Ez a jelzés csupán a megfogalmazás eredetét és a szerzői jogokat jelzi, nem szolgál a cikkben szereplő információk forrásmegjelöléseként.